# Indian Wells Open 2010 - Qualificazioni singolare femminile
Le qualificazioni del singolare femminile dell'Indian Wells Open 2010 sono state un torneo di tennis preliminare per accedere alla fase finale della manifestazione. Le vincitrici dell'ultimo turno sono entrate di diritto nel tabellone principale. In caso di ritiro di una o più giocatrici aventi diritto, a queste sono subentrate le lucky loser, ossia le giocatrici che hanno perso nell'ultimo turno ma che avevano una classifica più alta rispetto alle altre partecipanti che avevano comunque perso nel turno finale.
Le qualificazioni dell'Indian Wells Open 2010 prevedevano  48 partecipanti di cui 12 sono entrati nel tabellone principale.

## Teste di serie
1. Elena Baltacha (Qualificata)
2. Tamarine Tanasugarn (ultimo turno)
3. Petra Martić (Qualificata)
4. Sandra Záhlavová (primo turno)
5. Arantxa Parra-Santonja (ultimo turno)
6. Ayumi Morita (ultimo turno)
7. Klára Zakopalová (primo turno)
8. Kai-Chen Chang (ultimo turno)
9. Anastasija Rodionova (primo turno)
10. Karolina Šprem (Qualificata)
11. Yung-Jan Chan (Qualificata)
12. Akgul Amanmuradova (Qualificata)

1. Viktorija Kutuzova (Qualificata)
2. Rosana De Los Rios (ultimo turno)
3. Shenay Perry (Qualificata)
4. Evgenija Rodina (primo turno)
5. Patricia Mayr (ultimo turno)
6. Varvara Lepchenko (ultimo turno)
7. Pauline Parmentier (ultimo turno)
8. Ekaterina Byčkova (ultimo turno)
9. Kristína Kučová (primo turno)
10. Renata Voráčová (primo turno)
11. Valérie Tétreault (primo turno)
12. Arantxa Rus (ultimo turno)

## Qualificati
1. Elena Baltacha
2. Nuria Llagostera Vives
3. Petra Martić
4. Edina Gallovits
5. Sloane Stephens
6. Cvetana Pironkova

1. Michelle Larcher De Brito
2. Shenay Perry
3. Viktorija Kutuzova
4. Karolina Šprem
5. Yung-Jan Chan
6. Akgul Amanmuradova

## Tabellone

### Legenda
| - Q = Qualificato - WC = Wild card - LL = Lucky loser | - ALT = Alternate - SE = Special Exempt - PR = Protected Ranking | - w/o = Walkover - r = Ritirato - d = Squalificato |

### Sezione 1
|  | Primo turno | Primo turno    | Primo turno  | Primo turno | Primo turno |  |  | Ultimo turno | Ultimo turno   | Ultimo turno   | Ultimo turno | Ultimo turno |  |
|  |             |                |              |             |             |  |  |              |                |                |              |              |  |
|  | 1           | Elena Baltacha | 2            | 6           | 6           |  |  |              |                |                |              |              |  |
|  |             | Julia Boserup  | 6            | 4           | 4           |  |  | 1            | Elena Baltacha | Elena Baltacha | 6            | 6            |  |
|  | 20          | E Byčkova      | E Byčkova    | 6           | 6           |  |  | 20           | E Byčkova      | E Byčkova      | 3            | 4            |  |
|  |             | Alison Riske   | Alison Riske | 1           | 2           |  |  |              |                |                |              |              |  |

### Sezione 2
|  | Primo turno | Primo turno        | Primo turno      | Primo turno | Primo turno |  |  | Ultimo turno | Ultimo turno       | Ultimo turno       | Ultimo turno | Ultimo turno |  |
|  |             |                    |                  |             |             |  |  |              |                    |                    |              |              |  |
|  | 2           | T Tanasugarn       | T Tanasugarn     | 6           | 6           |  |  |              |                    |                    |              |              |  |
|  |             | Monica Niculescu   | Monica Niculescu | 0           | 1           |  |  | 2            | T Tanasugarn       | T Tanasugarn       | 3            | 1            |  |
|  |             | N Llagostera Vives | 3                | 7           | 6           |  |  |              | N Llagostera Vives | N Llagostera Vives | 6            | 6            |  |
|  | 16          | Evgenija Rodina    | 6                | 65          | 2           |  |  |              |                    |                    |              |              |  |

### Sezione 3
|  | Primo turno | Primo turno  | Primo turno | Primo turno | Primo turno |  |  | Ultimo turno | Ultimo turno | Ultimo turno | Ultimo turno | Ultimo turno |  |
|  |             |              |             |             |             |  |  |              |              |              |              |              |  |
|  | 3           | Petra Martić | 6           | 4           | 6           |  |  |              |              |              |              |              |  |
|  |             | A Pivovarova | 4           | 6           | 4           |  |  | 3            | Petra Martić | 2            | 6            | 6            |  |
|  |             | M Krajicek   | M Krajicek  | 6           | 6           |  |  |              | M Krajicek   | 6            | 2            | 1            |  |
|  | 18          | M Korytceva  | M Korytceva | 1           | 3           |  |  |              |              |              |              |              |  |

### Sezione 4
|  | Primo turno | Primo turno      | Primo turno      | Primo turno | Primo turno |  |  | Ultimo turno | Ultimo turno    | Ultimo turno    | Ultimo turno | Ultimo turno |  |
|  |             |                  |                  |             |             |  |  |              |                 |                 |              |              |  |
|  |             | Edina Gallovits  | Edina Gallovits  | 6           | 7           |  |  |              |                 |                 |              |              |  |
|  | 4           | Sandra Záhlavová | Sandra Záhlavová | 4           | 5           |  |  |              | Edina Gallovits | Edina Gallovits | 6            | 6            |  |
|  | 19          | P Parmentier     | 3                | 6           | 7           |  |  | 19           | P Parmentier    | P Parmentier    | 3            | 1            |  |
|  |             | Abigail Spears   | 6                | 4           | 62          |  |  |              |                 |                 |              |              |  |

### Sezione 5
|  | Primo turno | Primo turno      | Primo turno      | Primo turno | Primo turno |  |  | Ultimo turno | Ultimo turno     | Ultimo turno     | Ultimo turno | Ultimo turno |  |
|  |             |                  |                  |             |             |  |  |              |                  |                  |              |              |  |
|  | 5           | A Parra-Santonja | A Parra-Santonja | 6           | 6           |  |  |              |                  |                  |              |              |  |
|  |             | CoCo Vandeweghe  | CoCo Vandeweghe  | 3           | 1           |  |  | 5            | A Parra-Santonja | A Parra-Santonja | 1            | 3            |  |
|  |             | Sloane Stephens  | Sloane Stephens  | 6           | 6           |  |  |              | Sloane Stephens  | Sloane Stephens  | 6            | 6            |  |
|  | 22          | Renata Voráčová  | Renata Voráčová  | 2           | 1           |  |  |              |                  |                  |              |              |  |

### Sezione 6
|  | Primo turno | Primo turno     | Primo turno     | Primo turno | Primo turno |  |  | Ultimo turno | Ultimo turno | Ultimo turno | Ultimo turno | Ultimo turno |  |
|  |             |                 |                 |             |             |  |  |              |              |              |              |              |  |
|  | 6           | Ayumi Morita    | 6               | 4           | 6           |  |  |              |              |              |              |              |  |
|  |             | Dar'ja Kustova  | 2               | 6           | 4           |  |  | 6            | Ayumi Morita | Ayumi Morita | 0            | 1            |  |
|  |             | C Pironkova     | C Pironkova     | 6           | 7           |  |  |              | C Pironkova  | C Pironkova  | 6            | 6            |  |
|  | 21          | Kristína Kučová | Kristína Kučová | 1           | 63          |  |  |              |              |              |              |              |  |

### Sezione 7
|  | Primo turno | Primo turno        | Primo turno   | Primo turno | Primo turno |  |  | Ultimo turno | Ultimo turno       | Ultimo turno       | Ultimo turno | Ultimo turno |  |
|  |             |                    |               |             |             |  |  |              |                    |                    |              |              |  |
|  |             | M Larcher De Brito | 6             | 3           | 6           |  |  |              |                    |                    |              |              |  |
|  | 7           | Klára Zakopalová   | 4             | 6           | 3           |  |  |              | M Larcher De Brito | M Larcher De Brito | 6            | 6            |  |
|  | 24          | Arantxa Rus        | Arantxa Rus   | 6           | 6           |  |  | 24           | Arantxa Rus        | Arantxa Rus        | 4            | 3            |  |
|  |             | M Domachowska      | M Domachowska | 3           | 4           |  |  |              |                    |                    |              |              |  |

### Sezione 8
|  | Primo turno | Primo turno    | Primo turno    | Primo turno | Primo turno |  |  | Ultimo turno | Ultimo turno   | Ultimo turno | Ultimo turno | Ultimo turno |  |
|  |             |                |                |             |             |  |  |              |                |              |              |              |  |
|  | 8           | Kai-Chen Chang | 3              | 6           | 6           |  |  |              |                |              |              |              |  |
|  |             | G Voskoboeva   | 6              | 0           | 1           |  |  | 8            | Kai-Chen Chang | 6            | 64           | 62           |  |
|  | 15          | Shenay Perry   | Shenay Perry   | 6           | 6           |  |  | 15           | Shenay Perry   | 4            | 7            | 7            |  |
|  |             | Lilia Osterloh | Lilia Osterloh | 3           | 4           |  |  |              |                |              |              |              |  |

### Sezione 9
|  | Primo turno | Primo turno   | Primo turno | Primo turno | Primo turno |  |  | Ultimo turno | Ultimo turno  | Ultimo turno  | Ultimo turno | Ultimo turno |  |
|  |             |               |             |             |             |  |  |              |               |               |              |              |  |
|  |             | Kathrin Wörle | 6           | 5           | 6           |  |  |              |               |               |              |              |  |
|  | 9           | A Rodionova   | 2           | 7           | 2           |  |  |              | Kathrin Wörle | Kathrin Wörle | 2            | 64           |  |
|  | 13          | V Kutuzova    | V Kutuzova  | 6           | 7           |  |  | 13           | V Kutuzova    | V Kutuzova    | 6            | 7            |  |
|  |             | M Johansson   | M Johansson | 4           | 5           |  |  |              |               |               |              |              |  |

### Sezione 10
|  | Primo turno | Primo turno    | Primo turno    | Primo turno | Primo turno |  |  | Ultimo turno | Ultimo turno   | Ultimo turno   | Ultimo turno | Ultimo turno |  |
|  |             |                |                |             |             |  |  |              |                |                |              |              |  |
|  | 10          | Karolina Šprem | Karolina Šprem | 6           | 6           |  |  |              |                |                |              |              |  |
|  |             | N Jakimava     | N Jakimava     | 1           | 2           |  |  | 10           | Karolina Šprem | Karolina Šprem | 6            | 6            |  |
|  | 14          | R De Los Rios  | R De Los Rios  | 6           | 6           |  |  | 14           | R De Los Rios  | R De Los Rios  | 4            | 1            |  |
|  |             | M Zec Peškirič | M Zec Peškirič | 3           | 1           |  |  |              |                |                |              |              |  |

### Sezione 11
|  | Primo turno | Primo turno      | Primo turno  | Primo turno | Primo turno |  |  | Ultimo turno | Ultimo turno  | Ultimo turno  | Ultimo turno | Ultimo turno |  |
|  |             |                  |              |             |             |  |  |              |               |               |              |              |  |
|  | 11          | Yung-Jan Chan    | 6            | 4           | 6           |  |  |              |               |               |              |              |  |
|  |             | Stéphanie Dubois | 3            | 6           | 2           |  |  | 11           | Yung-Jan Chan | Yung-Jan Chan | 6            | 6            |  |
|  | 17          | V Lepchenko      | V Lepchenko  | 6           | 6           |  |  | 17           | V Lepchenko   | V Lepchenko   | 1            | 4            |  |
|  |             | A Hlaváčková     | A Hlaváčková | 2           | 2           |  |  |              |               |               |              |              |  |

### Sezione 12
|  | Primo turno | Primo turno    | Primo turno | Primo turno | Primo turno |  |  | Ultimo turno | Ultimo turno   | Ultimo turno   | Ultimo turno | Ultimo turno |  |
|  |             |                |             |             |             |  |  |              |                |                |              |              |  |
|  | 12          | A Amanmuradova | 6           | 5           | 6           |  |  |              |                |                |              |              |  |
|  |             | C Scheepers    | 3           | 7           | 1           |  |  | 12           | A Amanmuradova | A Amanmuradova | 6            | 6            |  |
|  |             | Patricia Mayr  | 6           | 5           | 6           |  |  |              | Patricia Mayr  | Patricia Mayr  | 2            | 0            |  |
|  | 23          | V Tétreault    | 3           | 7           | 2           |  |  |              |                |                |              |              |  |